# Луций Калпурний Пизон Фруги
Вижте пояснителната страница за други личности с името Луций Калпурний Пизон Фруги.
Луций Калпурний Пизон Фруги (на латински: Lucius Calpurnius Piso Frugi) e римски историк и политик от средата на 2 век пр.н.е.
През 149 пр.н.е. е народен трибун; по време на трибуната си прокарва първия закон в римското право против грабителството в провинциите, т.нар. „Lex Calpurnia de Repetundis“. През 133 пр.н.е. е консул заедно с Публий Муций Сцевола и е противник на Тиберий Гракх.
Той пише „История на Рим“ в седем книги за началото на града до неговото време. Той е представител на старата аналистика, към която принадлежат и Луций Касий Хемина и Квинт Фабий Пиктор.